# Sohanti
Los sohanti son un pueblo de África occidental, presente en Mali, Burkina Faso, Níger y Benín. Es un subgrupo de los songhai, que consiste esencialmente en chamanes. Protectores de la sociedad songhai, su estado es diferente dependiendo de la región. En el departamento de Tera, en Níger, están los sacerdotes y adivinos de los jefes de aldea. Practican la circuncisión de niños (gunu o wanzam, llamada bessagunu en Gaya). Se les teme por su conocimiento místico y religioso, al igual que los otros magos de la sociedad songhai, como los gaw (cazadores) o sorko (pescadores).